# Jane (Duitse band)
Jane is een Duitse progressieve rock krautrock-band die werd geformeerd in oktober 1970 in Hannover.

## Bezetting

### Huidige leden van Peter Panka's JANE
- Klaus Walz (leadgitaar, zang)
- Fritz Randow (drums, vanaf 2007 (ter vervanging van wijlen Peter Panka))
- Niklas Turmann (leadzang, gitaar, vanaf 2011)
- Corvin Bahn (keyboards, zang, vanaf 2011)

### Huidige leden van Werner Nadolny's JANE
- Werner Nadolny (keyboards)
- Dete Klamann (gitaar)
- Rolf Vatteroth (basgitaar)
- Torsten Ilg (leadzang)
- Sven Petersen (drums)
- Frank Wertwizki (keyboards)

### Voormalige leden
- Peter Panka (leadzang, drums)
- Werner Nadolny (keyboards, saxofoon, synthesizer, 1970-1973, 1975-1976, 1983-2007)
- Predrag Jovanović (aka Pedja) (gitaar, keyboards, leadzang, 1980)
- Martin Hesse (basgitaar, leadzang, 1974-1980)
- Gottfried Janko (leadzang, orgel, synthesizer (1975) (ex-Dull Knife)
- Klaus Hess (gitaar, basgitaar, leadzang (1970-1982, 1992)
- Manfred Wieczorke (keyboards, 1976-1979) (ex-Eloy)
- Arndt Schulz (gitaar, leadzang, 2007 - 2011) (ex-Harlis)
- Wolfgang Krantz (gitaar, basgitaar, keyboards, 1972 - 1974, keyboards, 2007 - 2011) (ex-Harlis, ex-Efendis Garden)
- Charly Maucher (leadzang, basgitaar, 1970-1972, 1973-1974, 1982-1984, 1988-1992, 2000-2019)

## Geschiedenis

### Jaren 1970
Met een melodieuze samenstelling van symfonische hardrock, die wel eens wordt vergeleken met Pink Floyd, kan de krautrockband Jane hun oorsprong terugvinden in de psychedelische band Justice of Peace uit de late jaren 1960. De band bracht in 1968 de single Save Me/War uit, met toekomstige Jane-leden Peter Panka (zang), Klaus Hess (basgitaar) en Werner Nadolny (saxofoon). Eind 1970 werden Justice of Peace ontbonden en opnieuw gegroepeerd als Jane met Panka (zang, drums), Hess (gitaar) en Nadolny (keyboards). Charly Maucher trad toe op bas en powerzanger Bernd Pulst voltooide de bezetting in april 1971. Hun eerste lp Together werd in de lente van 1972 uitgebracht bij het in Hamburg gevestigde platenlabel Brain Records. Together werd warm ontvangen door de Duitse muziekpers, waaronder het tijdschrift Sounds, dat Pulst tot zanger van het jaar 1971 had uitgeroepen.
De eerste van een bijna continue opeenvolging van bezettingswisselingen vond later dat jaar plaats met het vertrek van Pulst en de terugtrekking van Maucher om gezondheidsredenen. Voormalig Justice Of Peace-gitarist Wolfgang Krantz kwam erbij op bas en gitaar en Panka en Hess deelden de zang, die nog meer lethargische en sonische klankkleur vertoonde. Het vervolgalbum Here We Are uit 1973 was iets harmonieuzer met de toevoeging van synthesizers, die voor meer ruimtelijke uitstraling zorgden en een favoriet bij de fans produceerden in de vorm van de sombere rockballad Out in the Rain. Kort na het uitbrengen van het album vertrok Nadolny om de nieuwe band Lady te formeren, waarbij de herstelde Maucher terugkeerde op bas en zang. Jane's derde poging Jane III (1974) was een verzengende gitaaruitbarsting, met Krantz op de tweede gitaar. De leegte die werd achtergelaten door de vertrekkende toetsenist Nadolny werd adequaat opgevuld door twee duellerende gitaristen, zoals blijkt uit de indrukwekkende studiojam Jane Session en het uitgebreide nummer Comin' Again met de hardere zang van Maucher. Niet lang na het uitbrengen van Jane III vertrokken Maucher en Krantz en formeerden uiteindelijk Harlis bij het jonge Sky Records. In mei 1974 werd Jane verjongd met twee leden van de onlangs ontbonden hardrockband Dull Knife met Martin Hesse (basgitaar) en Gottfreid Janko (zang, keyboards). Het iets vrolijkere album Lady (1975) werd begin 1975 door deze bezetting opgenomen, gedurende welke tijd Matthias Jabs van Scorpions ook voor een korte periode bij hen zou komen voor enkele liveoptredens.
Toetsenist Werner Nadolny keerde in 1976 terug voor Jane's uitgebreide 33 minuten durende symfonische progressieve rockmeesterwerk Fire, Water, Earth & Air (1976). Met hammondorgels, moogs, mellotrons en synthesizers, was het ongetwijfeld Jane op hun creatieve hoogtepunt en het Jane-album dat de meeste aantrekkelijk zou zijn voor 'progheads'.
Nadolny zou zich later opnieuw afsplitsen na de voltooiing van Fire, Water, Earth & Air en werd op gepaste wijze vervangen door toetsenist Martin Weiczorke van Eloy voor een uitgebreide tournee, wat resulteerde in de verbluffende dubbel live-lp Jane at Home Live (1977) met een cover van een marslandschap dat werd gefotografeerd door de Viking Marslander. Live at Home werd begin 1977 uitgebracht en werd in januari van dat jaar in zijn geheel landelijk uitgezonden op WDR Radio. Het werd goud in hun geboorteland Duitsland en hielp hen de internationale markten in zowel Noord-Amerika als Japan en Zuid-Amerika te doorbreken.
Hun 7e studioalbum Between Heaven and Hell (1977) bevatte wat sombere speculatieve kenmerken. Gemengde reacties binnen de Duitse muziekpers konden niet voorkomen dat het album werd omarmd door fans, dat soms vergelijkbaar was met de veelomvattende stijl van Pink Floyd. Tegen die tijd was Jane een van de grootste trekpleisters geworden in het Duitse muziekcircuit en kreeg de band ook volgelingen in Zwitserland en Oostenrijk, ook al bleven ze in het Engels zingen.
Opgenomen in de persoonlijke 24-trackstudio van de band, bracht Age of Madness uit 1978 het een beetje harder met behoud van emotionele, ruimtelijke klankkleuren en werd internationaal uitgebracht, gepresenteerd in heldere en rode vinylformaten bij het nu ter ziele gegane Canadese label Bomb Records. Een succesvolle Europese tournee volgde en Wieczorke vertrok begin 1979.
Jane's volgende album Sign No. 9 (1979) was min of meer een drama, waarbij Jane werd gereduceerd tot een trio dat Hess dwong om te dubbelen op keyboards en het album had noodgedwongen een door gitaar gedomineerd geluid, dat verstoken was van de ruimtelijke stemmingen die werden gecreëerd door keyboards op eerdere opnamen van Jane. Tekenen van creatieve burn-out deden twijfels rijzen, niet alleen bij de fans, maar ook bij de band zelf.

### Jaren 1980
In de jaren 1980 werd een nieuwe richting ingeslagen met het naamloze album Jane (Mask) (1980), dat door liefhebbers soms Mask wordt genoemd. Het bevatte new wave, punk en jazzy elementen in pure rockconfiguraties met een nieuwe zanger/gitarist/toetsenist, de Joegoslavische excentrieke Predrag Jovanovic of Pedja. De zang was nooit Jane's sterkste punt en door Pedja's energieke taalgebruik kregen ze een nieuw geluid, maar helaas was het zijn enige optreden bij de band en keerde hij terug naar zijn geboorteland Joegoslavië om de synthpopgroep D'Boys te vormen.
Bassist Charly Maucher keerde terug naar de groep voor Germania (1982) uit 1982 en hoewel het wat meer experimenten bevatte, waaronder een reggae-uitstapje op het nummer Get Back to You, bleef Jane voor het grootste deel een pure hardrockband en bevatte de herwerkte versie Southern Line van Your Circle van hun album Between Heaven and Hell, dat zich zelfs op heavy metal-gebied waagde.
Interne meningsverschillen tussen de oprichters Peter Panka en Klaus Hess resulteerden in het vertrek van Hess in 1982. Vervolgens zou hij in 1983 het soloalbum Sternentanz uitbrengen, dat zou herinneren aan eerdere Jane-stijlen.
Ondertussen, na te hebben samengewerkt aan de muzikale productie van de Duitse rockopera Warlock met andere voormalige leden van Jane, hervormde Peter Panka Jane in 1984 tot de tourneeband Lady Jane met verschillende muzikanten. Helaas ontbrak de samenhangende eenheid voor de rest van het decennium en werd er in 1986 slechts het pop-georiënteerd album Beautiful Lady uitgebracht. Twee livealbums werden ook uitgebracht in 1989 en 1990, waarbij de eerste beperkt was tot slechts 300 persingen en beide bevatten Panka (drums, zang), Nadolny (keyboards), Klaus Henatsch (basgitaar, keyboards) en Kai Rueter (gitaar), die ouder materiaal van Jane vertolkte.

### Jaren 1990
In 1992 probeerden Hess en Panka zich te verzoenen en samen met Nadolny op keyboards en met Jens Dettmer begonnen ze aan een reünietournee, die 13 optredens in Nieuw-Zeeland omvatte. Maar de verzoening mislukte en Jane splitste zich in twee facties waarbij Hess zijn versie Mother Jane noemde, terwijl de Panka-formatie onofficieel bekend werd als Peter Panka's Jane, omdat hij de rechten voor de bandnaam en het logo behield.
In 1996 nam Peter Panka's Jane (oorspronkelijk Pano's Jane genoemd) het studioalbum Resurrection op en introduceerde ex-Epitaph-lid Klaus Walz samen met Kai Reuter (voorheen van Kasch) op gitaar met veteraan Nadolny die terugkeerde op keyboards en Mark Giebeler op bas.
Ondertussen was Mother Jane van Hess met jongere muzikanten ook aan het toeren en speelde voornamelijk Jane-klassiekers, bracht een single uit in 1998 en ten slotte het livealbum Comes Alive in 2000, dat de zwaardere kant van Jane weerspiegelde.

### Jaren 2000
In 2002 deed Panka een meer samenhangende poging om de klassieke Jane-groove van de jaren 1970 nieuw leven in te blazen met Klaus Walz, die zich bij de oorspronkelijke leden Panka, Nadolny en Maucher voegde. Het album Genuine (2002) (dat ook enkele livenummers van de mislukte reünie in 1992 bevatte) kwam uit en werd gevolgd door een tournee waarbij de band het nieuwe materiaal uitvoerde, maar zich ook concentreerde op vertolkingen van oude klassiekers.
Het livealbum Live 2002 (2002) documenteerde de shows en hoewel het niet de impact had van Live at Home uit 1976, was het een duidelijke indicatie van Jane's terugkeer in de schijnwerpers en trok zowel oude als nieuwe fans aan. Omdat ze niet tevreden waren met alleen toeren als een retro-Jane-band, werden de twee studioalbums Shine On (2003) en Voices (2006) uitgebracht, die doorgingen in de klassieke Jane-traditie.
Tragisch genoeg overleed oprichter Peter Panka in juni 2007 aan de gevolgen van kanker, waardoor de band in de wacht werd gezet. Echter, in overeenstemming met Panka's wensen nam het oorspronkelijke lid Charly Maucher het stokje over als leider en het studioalbum Traces werd in 2009 uitgebracht met de huidige bezetting met Charly Maucher (leadzang, basgitaar), Klaus Waltz (gitaar, zang), Arndt Shulz (gitaar, zang), Fritz Randow (ex Eloy & Saxon) (drums) en Werner Nadolny (keyboards). Hoewel Werner Nadolny de band sindsdien heeft verlaten, toert hij momenteel met zijn eigen Jane-tributeband met klassiek Jane-materiaal. Mother Jane van Klaus Hess bleef ook actief met het uitgebrachte album Dreams uit 2009.
Samen met andere bands zoals Amon Düül II, Grobschnitt en Guru Guru, blijft Jane de fakkel van het krautrock-fenomeen uit de vroege jaren 1970 dragen en gaat in die geest door tot op de dag van vandaag in drie verschillende gedaanten onder leiding van oorspronkelijke leden.

## Geboorte en overlijden
- Peter Panka (3 maart 1948 - 28 juni 2007)
- Martin Hesse (23 mei 1949 - 18 augustus 2020)
- Gottfried Janko (19 juli 1946 - herfst 2004 aan een hartaanval)
- Charly Maucher (6 mei 1947 - 28 augustus 2019)

## Galerij

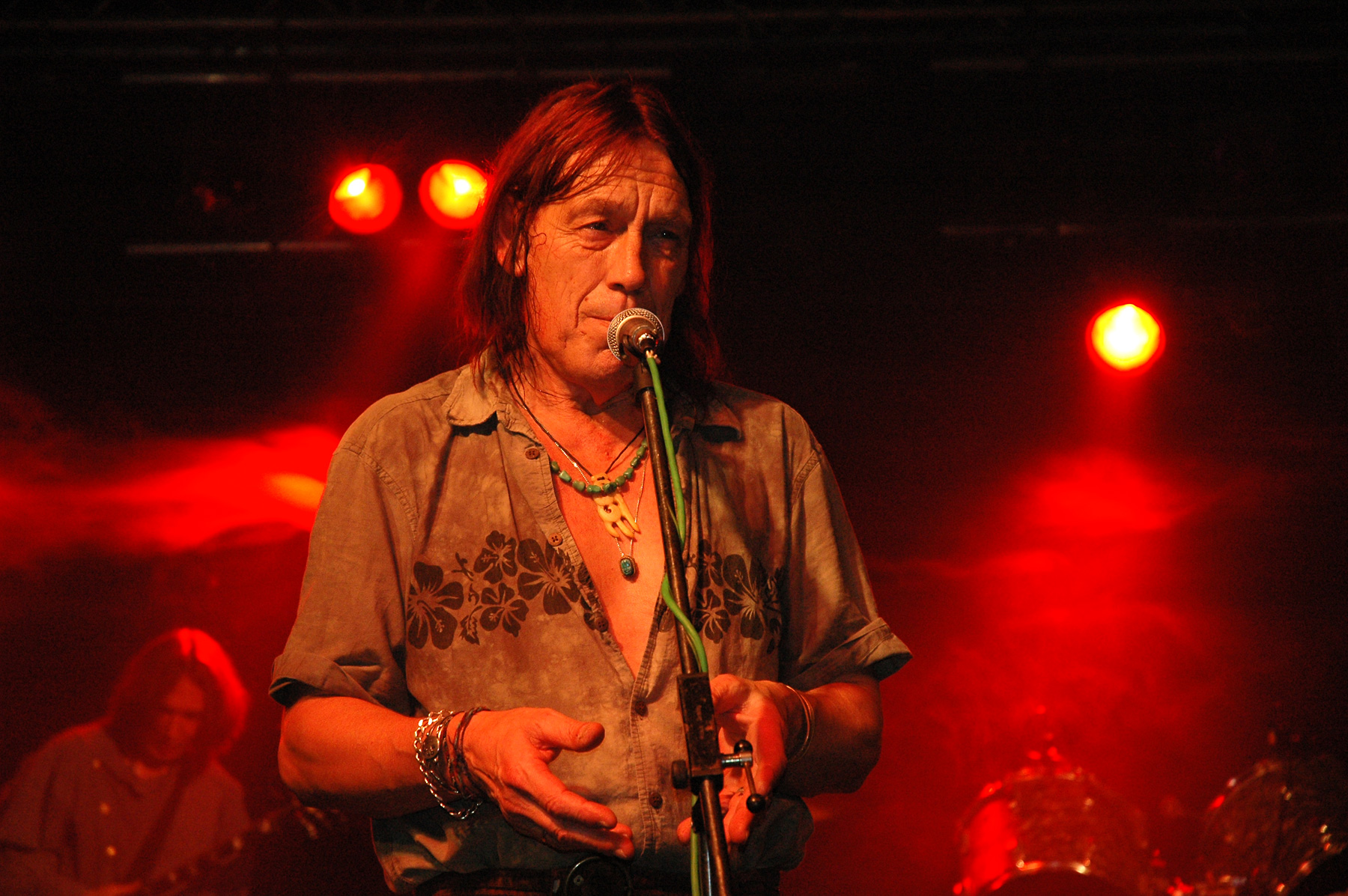
Peter Panka met Jane in 2004
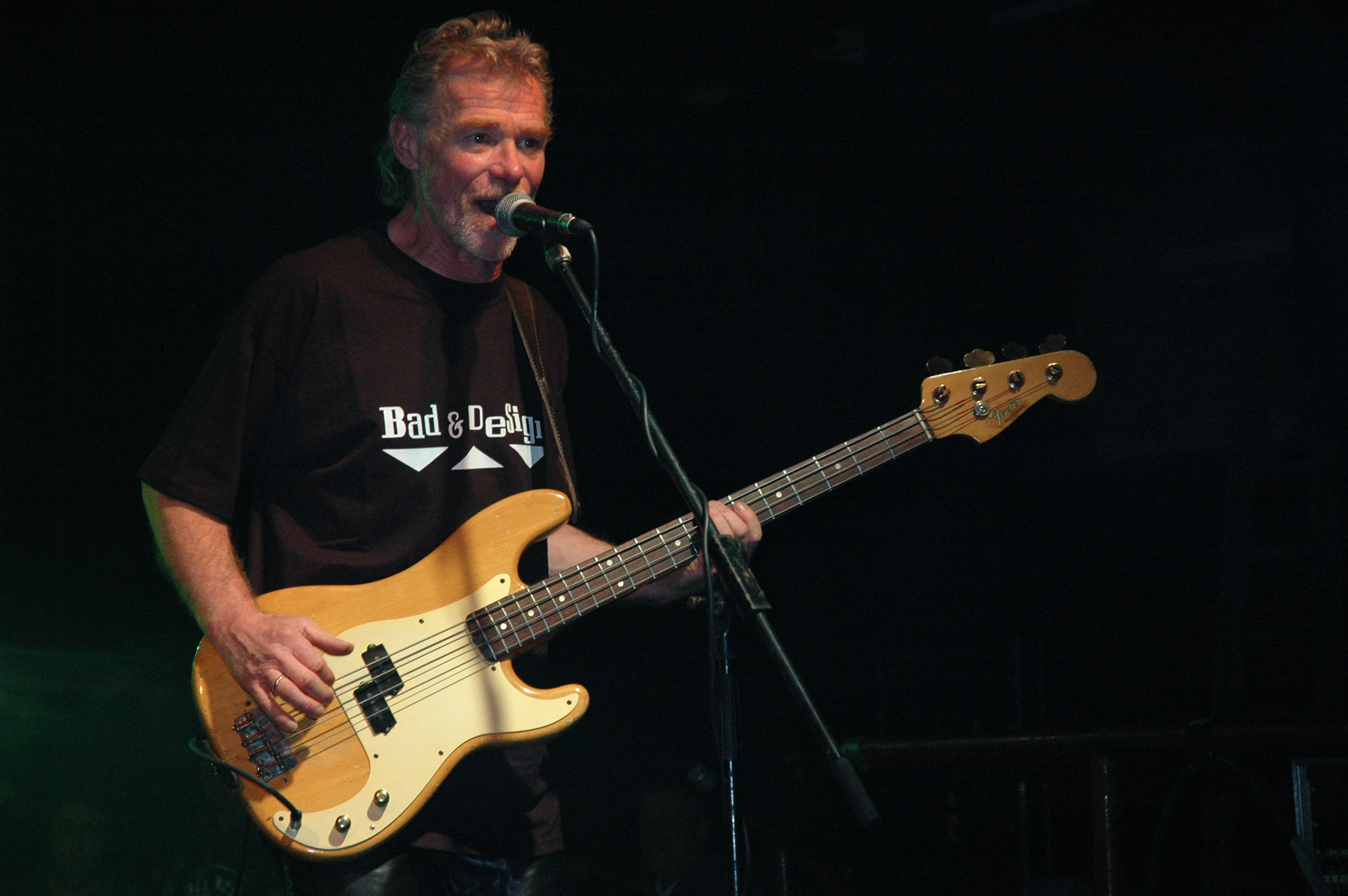
Charly Maucher met Jane in 2004
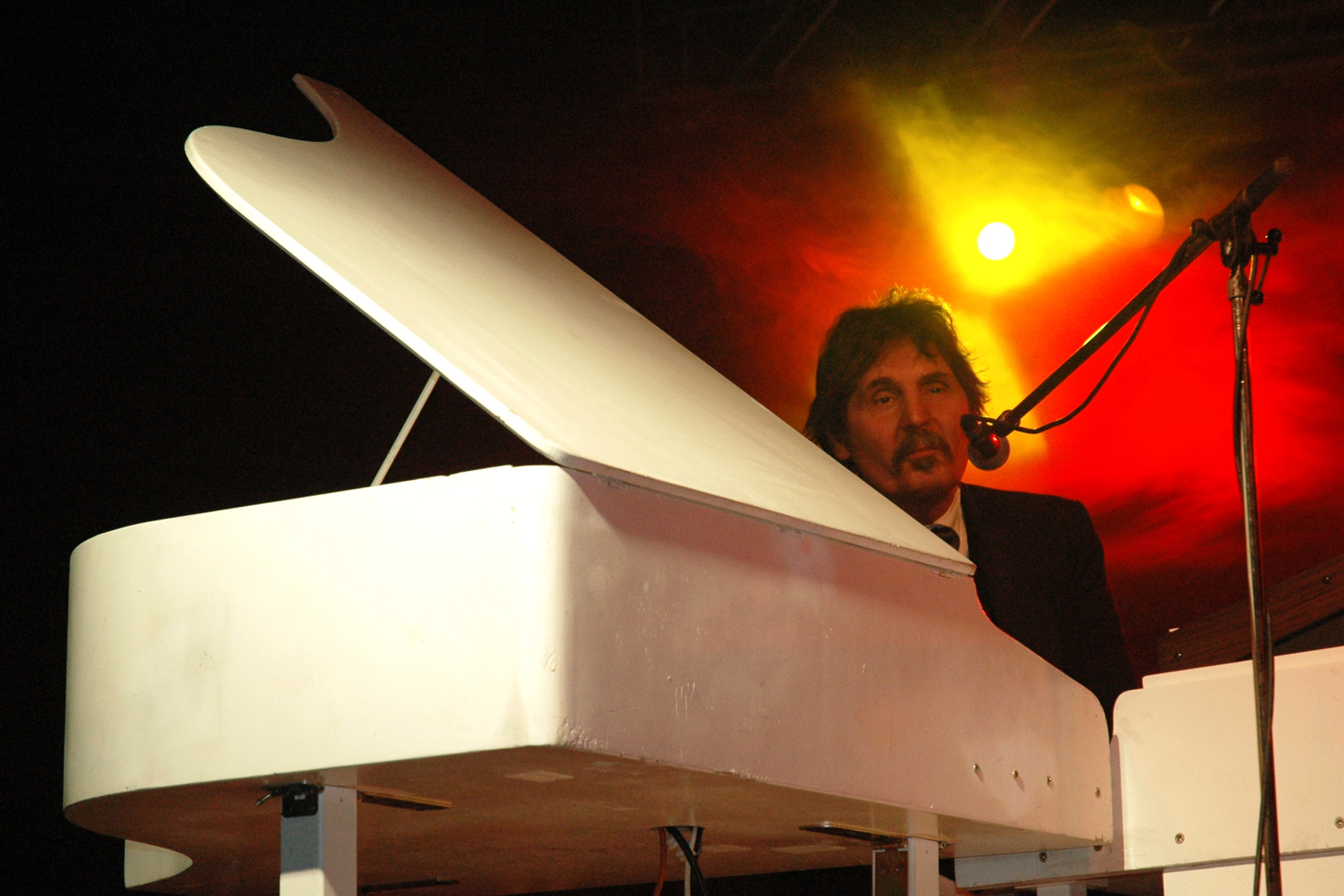
Werner Nadolny met Jane in 2004

## Discografie

### Vinyl
- 1972: Together
- 1973: Here We Are
- 1974: Jane III
- 1975: Lady
- 1976: Fire, Water, Earth & Air
- 1977: Jane at Home Live
- 1977: Between Heaven and Hell
- 1978: Age of Madness
- 1979: Sign No. 9
- 1980: Jane (the mask album)
- 1982: Germania
- 1983: Warlock Rock Ballet soundtrack (feat. Lady Jane)
- 1983: Sternentanz (Klaus Hess)
- 1986: Beautiful Lady
- 1989: Live '88
- 1990: Live '89

### Cd's
- 1990: Together
- 1997: Here We Are
- 1997: Jane III1997: Lady
- 1990: Fire, Water, Earth & Air
- 1992: Live at Home
- 1997: Between Heaven and Hell
- 1997: Age of Madness
- 1997: Sign No. 9
- 1997: Jane (the mask album)
- 1997: Germania
- 2007: Sternentanz (Klaus Hess)
- 1993: Beautiful Lady
- 1990: Live '89
- 1996: Resurrection (Peter Panka's Jane)
- 2000: Comes Alive (Klaus Hess' Mother Jane)
- 2000: Back Again (Lady Jane)
- 2002: Genuine (Jane / Peter Panka's Jane / Mother Jane)
- 2002: Live 2002 (Peter Panka's Jane)
- 2003: Shine On (Peter Panka's Jane)
- 2006: Voices (Peter Panka's Jane)
- 2007: Live at META's (Peter Panka's Jane)
- 2008: Tribute to Peter Panka (Werner Nadolny's Jane)
- 2009: Proceed with Memories (Werner Nadolny's Jane)
- 2009: In Dreams (Klaus Hess' Mother Jane)
- 2009: Traces (Peter Panka's Jane)
- 2010: Hungry4Live (Klaus Hess' Mother Jane)
- 2010: Hungry4Live part 2 (Klaus Hess' Mother Jane)
- 1990: The Journey - Best of Jane '70-'80 (Werner Nadolny's Jane)
- 2011: Eternity (Werner Nadolny's Jane)
- 2011: Kuxan Suum (Peter Panka's Jane)
- 2012: Turn The Page (Klaus Hess' Mother Jane) (incl. bonus-cd The Lost Tracks door Jane)
- 2013: Stopover (Werner Nadolny's Jane)
- 2014: The Journey II - Transformation (Werner Nadolny's Jane)
- 2014: Balver Höhle 2014 Live (Peter Panka's Jane)
- 2015: Inbetween (Werner Nadolny's Jane)
- 2016: Journey III - Arrival" (Werner Nadolny's Jane)

### Singles
- 1972: Daytime
- 1973: Here We Are
- 1974: Bambule Rock
- 1978: Age of Madness
- 1978: Love Song
- 1986: Beautiful Lady (maxisingle)
- 1998: Together We Stand (Mother Jane)

### Compilaties
- 1979: Waiting for the Sunshine (1979)
- 1980: Rock on Brain (2 LP) (1980)

### Dvd
- 2005: Krautrock Meeting
- 2005: PP Jane - Live 2002 Hannover
- 2008: Jane - Tribute to Peter Panka
- 2010: PP Jane - Inside - (The Cave - Concert)
- 2010: WN Jane - Live 2010 / Fernsehkonzert 2010
- 2011: WN Jane - Eternity
- 2011: WN Jane - Visual Impressions
- 2011: WN Jane - Live at Home Again - Hannover 2011
- 2012: WN Jane - Live in Reinheim 12. May 2012
- 2012: PP Jane - Lörracher Rocknacht 2012 (live video)
- 2013: PP Jane - Phoenix (live videos 1987-2012)
- 2013: PP Jane - German Kultrock Festival Balver Höhle 2012